# Liste der Naturdenkmale in Eppelborn
Die Liste der Naturdenkmale in Eppelborn enthält die Naturdenkmale in Eppelborn im Landkreis Neunkirchen im Saarland.

## Naturdenkmale
| Bild                                    | Bezeichnung                         | Ort                                                                       | Beschreibung                                                                         | Art | Nr.      |
| --------------------------------------- | ----------------------------------- | ------------------------------------------------------------------------- | ------------------------------------------------------------------------------------ | --- | -------- |
| Fotos hochladen                         | Eiche nahe Forstarbeitsschule       | Eppelborn 49° 24′ 54″ N, 6° 58′ 41,2″ O)                                  | [ 2 ]                                                                                |     | D 401 01 |
| BW                                      | 2 Rotbuchen nahe Forstarbeitsschule | Eppelborn 49° 25′ 17,7″ N, 6° 58′ 43,5″ O)                                | [ 3 ]                                                                                |     | D 401 02 |
| Fotos hochladen                         | 4 Eichen im Wennewald               | Eppelborn Dirmingen 49° 24′ 18,7″ N, 7° 0′ 32″ O)                         | [ 4 ]                                                                                |     | D 401 09 |
| Fotos hochladen                         | 4 Eichen an der Jagdhütte           | Eppelborn Dirmingen 49° 24′ 35,3″ N, 7° 1′ 30,4″ O)                       | [ 5 ]                                                                                |     | D 401 10 |
| BW                                      | 2 Eichen am Rothenberg              | Eppelborn Dirmingen Am Rothenberg 49° 25′ 17″ N, 7° 0′ 39,5″ O)           | [ 6 ]                                                                                |     | D 401 11 |
| Fotos hochladen                         | Steinrutsch                         | Eppelborn Dirmingen 49° 24′ 21,2″ N, 6° 59′ 21,5″ O)                      | [ 7 ]                                                                                |     | D 401 12 |
| BW                                      | Rosskastanienallee                  | Eppelborn Dirmingen L 112 Illinger Straße 49° 24′ 23,4″ N, 7° 1′ 11,3″ O) | [ 8 ]                                                                                |     | D 401 13 |
| BW                                      | Eiche im Wald bei Wustweiler        | Eppelborn Dirmingen 49° 24′ 16,2″ N, 7° 1′ 54,5″ O)                       | [ 9 ]                                                                                |     | D 401 14 |
| BW                                      | Weiselstein                         | Eppelborn Habach 49° 23′ 23,8″ N, 6° 57′ 22,4″ O)                         | Felsblock von ca. 1 m Höhe und 2 m Breite aus quarzitischem (Dirminger) Konglomerat. |     | D 401 15 |
| Direkt Bild zu diesem Denkmal hochladen | 1 Linde                             | Eppelborn Humes )                                                         | gefällt.                                                                             |     | D 401 16 |
| BW                                      | 2 Winterlinden vor der alten Schule | Eppelborn Humes Schulstraße 13 49° 23′ 29,8″ N, 6° 59′ 42,9″ O)           | [ 11 ]                                                                               |     | D 401 17 |